# SMAW ロケットランチャー
SMAW ロケットランチャー（英語: Shoulder-launched Multipurpose Assault Weapon, 肩撃ち式多目的強襲兵器）は、肩撃ち式の多目的ロケット擲弾発射器である。軽便な火力支援兵器としてアメリカ海兵隊や中華民国海軍陸戦隊で使用されている。発音は「スモー」に近い。

## 概要
SMAWは、発射筒の後部に弾薬ケースと発射管を兼ねたチューブを取り付ける構造になっている。チューブは使い捨て式で、多目的な用途に合わせて多様な種類が開発供給されており、適宜選択して使用できる。発射筒はファイバーグラス強化樹脂製で、下面にグリップや撃発装置、左側面には照準装置、右側面にはスポッティングライフル、後端には弾薬チューブと連結するためのコネクタが付属する。
イスラエル・ミリタリー・インダストリーズ（IMI）社のB-300を元にマクドネル・ダグラス社が開発した。

### 従来のロケットランチャー
第二次世界大戦以来、ロケット擲弾発射器は歩兵自身が携帯できる軽便な火器として活躍してきた。最も期待されるのは成形炸薬弾の貫徹力を生かした対戦車・対トーチカ兵器としてである。
しかし、炸薬入り弾頭を数十-数百メートル先まで直接照準で投射できる能力は何かと重宝され、現場の需要に応える形でそれに留まらない多目的な火力支援にも活用されており、柔目標や陣地に対してもよく使用される。
発射される弾頭も、任務の多様化に合わせて榴弾や煙幕弾などが開発され、かつての歩兵砲に近いニッチを獲得するに至った。

### 分化するロケットランチャー
戦車の装甲の高性能化に対抗して、対戦車兵器としてのロケットランチャーも大型・複雑化を遂げている。一部は対戦車ミサイルとして誘導能力を有する。
しかし、これらのロケットランチャーは、戦車以外の目標に発射するにはいささか大型で高価になり過ぎてしまった。敵の籠もる建造物や銃座などを破壊するために1発数百万-数千万円の対戦車ミサイルが撃ち込まれる光景は珍しく無いが、その不経済さは明らかであった。
一方で、M72 LAW軽ロケットランチャーは対戦車用途には明らかに力不足だが、とても小型で軽く、そして、安価であった。そのため、歩兵が気軽に携帯し、軽車両や建造物に対して使用する多目的ロケットランチャーとしてのニッチを獲得した。M72は現在でも使用と生産が続けられている。SMAWはこの系譜である。

### SMAW ロケットランチャー
アメリカ海兵隊は、上陸・外征部隊という性格上、歩兵が十分な火力支援を得られない事が多い。そのため、歩兵部隊自身が携帯できる火力支援兵器を要求した。それがSMAW ロケットランチャーである。

## 弾種

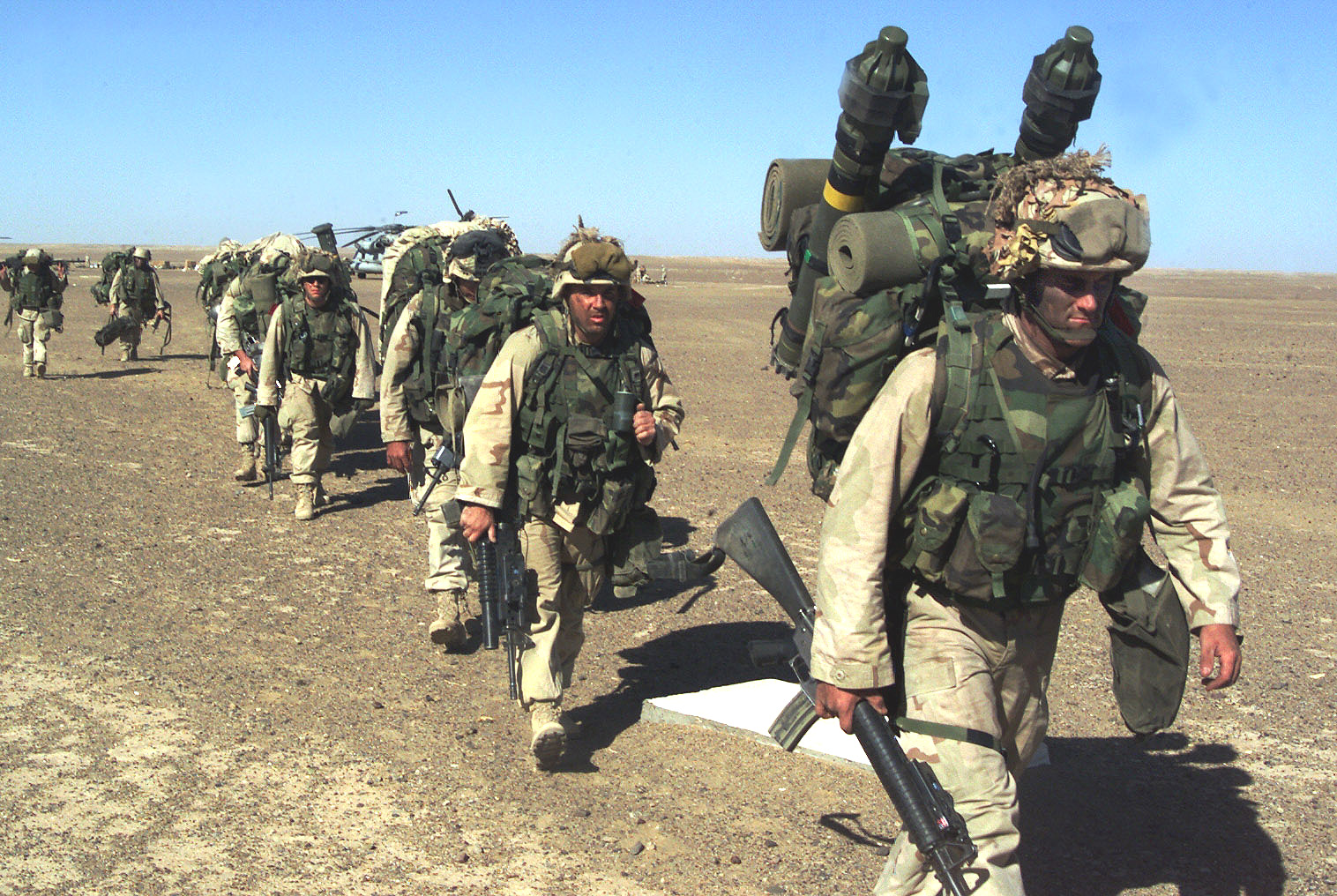
HEAA弾を背負うアメリカ海兵隊員（2001年のアフガニスタン侵攻時）

HEDP（The High Explosive, Dual Purpose）
両用弾。
HEAA（The High Explosive Anti-Armor）
対戦車弾。
SMAW-NE（Novel Explosive）
サーモバリック爆薬弾頭。

## 登場作品

### 映画
『宇宙戦争』
丘での戦闘で、宇宙人の侵略兵器「トライポッド」と交戦したアメリカ海兵隊の兵士が使用。
『キック・アス』
作品内では「バズーカ」と呼ばれる。
『デルタ・フォース』
『特攻野郎Aチーム THE MOVIE』
終盤のロサンゼルスの港で、CIAのリンチ調査官がハンニバルことジョン・スミス率いる「Aチーム」を取引すると見せかけて、隙を見て始末するために持ち込んだ武器の1つとして登場。リンチや彼の部下達がAチームの作戦に翻弄される中、唯一打開策を見出したブロック・パイクがリンチの部下の静止を振り切り、殺して奪い取った本ランチャーで作戦の要と見なした貨物船にロケット弾2発を撃ち込んで転覆させる。その後、Aチームの一員であるフェイスことテンプルトン・ペックを追い詰めたパイクは、「お前たちの作戦を俺が潰してやった」と豪語する。

### アニメ・漫画
『続・戦国自衛隊』
戦国時代にタイムスリップしたアメリカ海兵隊の装備として登場。
『ドラゴンクライシス!』

### 小説
『官邸襲撃』
高嶋哲夫の小説。日本の首相官邸を占拠したテロリストが装備している。官邸への突入を試みるネイビーシールズ隊員らを乗せたMH-47ヘリコプターに対し、先にテロリストが発射したスティンガーがMH-47の放ったフレアにより命中しなかったため、無誘導でフレアの影響を受けないSMAWを発射する。また、SPの主人公も、テロリストから鹵獲して使用する。

### ゲーム
『ARMA 2』
『MASSIVE ACTION GAME』
『Operation Flashpoint: Dragon Rising』
アメリカ海兵隊陣営で使用可能な対戦車ロケットとしてAN/PVS-4を搭載したものが「携行式ロケット砲」の名称で登場する。
『TDP4 TEAMBATTLE』
『Wargame Red Dragon』
NATO陣営のアメリカ軍デッキで使用可能な対戦車兵器として登場する。
『コール オブ デューティシリーズ』
『CoD:MW3』
キャンペーンでは無誘導のロケットランチャーだが、マルチプレイでは航空機にロックオンが可能になっている。
『CoD:BO2』
『CoD:MW3』と同じく、キャンペーンでは無誘導のロケットランチャーになっているが、マルチプレイでは航空機やターレットなどにロックオンできる。
『バトルフィールドシリーズ』
『Project Reality（BF2）』
アメリカ海兵隊の対戦車兵器として登場。他のゲームでは省略されるスポッティングライフルが付属されており、こちらも発砲が可能で、曳光弾による着弾点の確認ができる。SMAW本体の弾頭も83mm HEAAと83mm HEDPの2種を装填可能。
『BF2MC』
USMC戦闘工兵で使用可能。
『BF3』
アメリカ側の工兵専用武器として登場。
『BF4』
工兵専用武器として登場。威力はRPG-7V2より低いが、弾道がRPG-7V2よりも安定している。
『BFH』
『マーセナリーズ』
「ATランチャー」の名称で登場する。
『マーセナリーズ2 ワールド イン フレームス』
「対戦車ロケットランチャー」の名称で登場し、連合軍が使用する。